# گروه ارتش جنوب
گروه ارتش جنوب (به آلمانی: Heeresgruppe Süd) عنوان چهار گروه ارتش نیروی زمینی آلمان در دوره رایش سوم بود که در برهه‌های زمانی متفاوت در طول جنگ جهانی دوم به نبرد پرداختند.

## تشکیل
یگانی تحت عنوان «گروه ارتش جنوب» در مجموع چهار مرتبه در برهه‌های زمانی مختلف تشکیل گردید. نخستین بار ۱ سپتامبر سال ۱۹۳۹ از قرارگاه ارتش دوازدهم به منظور ایجاد گروه ارتش جنوب استفاده شد. در این زمان این گروه ارتش شامل ارتش‌های هشتم، دهم و چهاردهم بود.

## تاریخچه عملیاتی

### شوروی

#### ۱۹۴۱
گروه ارتش جنوب بر طبق طرح عملیاتی بارباروسا وظیفه «انهدام نیروهایی از شوروی در گالیسیا و غرب اوکراین که همچنان در غرب رود دنیپر هستند و تصرف زود هنگام گذرگاه‌های رود دنیپر در کی‌یف و جنوب آن» را بر عهده داشت. این گروه ارتش که در فضای تنگ بین مرداب‌های پریپیات و کوه‌های کارپات متمرکز شده بود، تحت فرماندهی فیلد مارشال گرت فن روندشتت با آغاز عملیات بارباروسا از روز ۲۲ ژوئن سال ۱۹۴۱، تهاجم خود به اوکراین را آغاز کرد. شوروی که در طرح‌ریزی دفاعی خود اوکراین را محور اصلی تهاجم آلمانی‌ها پیش‌بینی می‌کرد، بزرگ‌ترین تمرکز قوا را در این منطقه قرار داده بود. نیروهای ارتش سرخ در این قسمت دست به دفاعی شدید زدند و موظف به اجرای بلافاصله ضد حملات گردیدند. موفقیت اولیه گروه ارتش جنوب را می‌توان در متوقف ساختن و دفع این ضد حملات نیروهای دارای برتری عددی شوروی دید. این نبردهای شدید هر دو طرف را متحمل خسارات و تلفات زیادی کرد. بدین ترتیب، با توجه به این درگیری‌های مرزی در ماه ژوئن، گروه ارتش جنوب از سایر نیروهای آلمانی در پیشروی عقب ماند. در این شرایط منطقه مردابی پریپیات که بخش جنوبی حوزه عملیاتی نیروهای آلمانی در جبهه شرقی را از بخش جنوبی آن جدا کرده بود، امکان دریافت کمک توسط گروه ارتش جنوب از سایر یگان‌های آلمانی تا پس از ناحیه کی‌یف را از بین برده بود.
در نهایت روز ۳۰ ژوئن لویو به تصرف نیروهای گروه ارتش جنوب درآمد و نیروهای شوروی شروع به عقب‌نشینی به سمت استحکامات مرز سال ۱۹۳۹ با لهستان موسوم به خط دفاعی استالین کردند. با این حال با فشار نیروهای زرهی گروه ارتش جنوب برای گشودن راهی در بین مواضع دشمن، با تزلزل خط دفاعی قوای ارتش سرخ، این گروه ارتش ۱۰ ژوئیه موفق شد با شکستن خط دفاعی دشمن راه کی‌یف را در پیش بگیرد. به هر صورت گروه ارتش جنوب در مرحله نخست عملیات بارباروسا موفقیت کمتری در دستیابی به هدف کلی انهدام بیشتر نیروهای مسلح شوروی در غرب رود دنیپر، نسبت به دو گروه ارتش دیگر ورماخت کسب کرد.
حضور نیروهای ارتش سرخ در مرداب‌های پریپیات و اراضی شرق آن در جناح شمالی گروه ارتش جنوب، در سه‌ماهه آغازین خطری جدی نسبت به عملیات‌های این گروه ارتش بود. پس از پایان نبرد کی‌یف، گروه ارتش جنوب فضای بازتری جهت ادامه عملیات پیش روی خود داشت اما وضعیت ضعیف تدارکاتی آن پس از گذر از رود دنیپر تشدید شد. در این زمان گروه زرهی ۱ با سرعت مورد انتظار پیشروی می‌نکرد. به هر حال زاپوروژه روز ۱ اکتبر به تصرف درآمد. ارتش یازدهم و گروه زرهی ۱ توانستند مقداری زیادی از نیروهای دشمن را در نزدیکی بردیانسک به محاصره بیندازند و راه خود را به سمت ماریوپول باز کنند. در پی بارندگی شدید، فرا رسیدن سرمای هوا و ضدحملات رو به افزایش دشمن، روز ۱ اکتبر فرماندهی عالی دستور به تمرکز گروه ارتش جنوب بر ناحیه دونتس با اهمیت اقتصادی در جناح جنوبی داد. بدین ترتیب خارکوف در جناح شمالی بعدا تصرف می‌شد. پس از دستیابی به خط سومی-لوزووا، تنها حدود ده روز بعد شرایط بد راه‌ها و فرسودگی کلی نیروها سبب توقف کامل جناح شمالی گروه ارتش شد. گروه زرهی ۱ در جناح جنوبی تا روز ۱۱ اکتبر خود را به رود میوس رساند اما از ۱۴ اکتبر به شکل مشابهی هوای سرد و بارش باران امکان ادامه پیشروی را از آن گرفت.

#### ۱۹۴۲
نیروهای شوروی اواخر ماه ژانویه سال ۱۹۴۲ در خط مقدمی فراخ از دو طرف شهر ایزیوم یورشی علیه گروه ارتش جنوب صورت دادند که موجب رخنه آن‌ها در خطوط آلمانی‌ها و پیشروی بدون درگیری آن‌ها شد. این مسئله مسیر پولتاوا و دنیپروپتروفسک و تمامی جناح جنوبی ارتش ششم را باز کرد و پل‌هایی را که شریان‌های حیات ارتش‌های یکم زرهی و هفدهم به حساب می‌آمد، در خطر قرار داد. به هر صورت، با عدم بهره‌گیری ارتش سرخ از این شرایط، گروه ارتش جنوب فرصت یافت مواضع خود در جناحین این رخنه را تقویت کند.
در سال ۱۹۴۲ و طی عملیات آبی در قفقاز و جنوب روسیه، گروه ارتش جنوب به دو قسمت گروه ارتش آ و گروه ارتش بی تقسیم گشت.

#### ۱۹۴۳
گروه ارتش دن و باقی مانده گروه ارتش ب در فوریه ۱۹۴۳ با هم ترکیب گشتند تا دوباره گروه ارتش جنوب را به وجود آورند. ارتش ششم نیز که در نبرد استالینگراد به شدت آسیب دیده بود، بازسازی گشت و در مارس ۱۹۴۳ به گروه ارتش جنوب پیوست. در ۴ آوریل ۱۹۴۴ گروه ارتش جنوب با عنوان گروه ارتش شمال اوکراین دوباره سازماندهی گشت و تا ۲۸ سپتامبر با همین نام وجود داشت.

#### ۱۹۴۴
در سپتامبر ۱۹۴۴ گروه ارتش جنوب اوکراین نام خود را به گروه ارتش جنوب تغییر داد. در روزهای پایانی جنگ جهانی دوم در اروپا باقی مانده نیروهای گروه ارتش جنوب که در حال عملیات در اتریش و چکسلواکی بودند، نام خود را به گروه ارتش اوستمارک تغییر دادند. این گروه از آخرین یگان‌های بزرگ آلمان بود که تسلیم متفقین گشت.

## فرماندهان
| مرتبه تشکیل | تصویر | نام               | درجه       | آغاز فرماندهی  | پایان فرماندهی |
| ----------- | ----- | ----------------- | ---------- | -------------- | -------------- |
| اول         |       | گرت فن روندشتت    | ارتشبد     | ۱ سپتامبر ۱۹۳۹ | ۲۶ اکتبر ۱۹۳۹  |
| دوم         |       | گرت فون روندشتت   | فیلدمارشال | ۲۲ ژوئیه ۱۹۴۱  | ۱ دسامبر ۱۹۴۱  |
| دوم         |       | والتر فون رایشناو | فیلدمارشال | ۳ دسامبر ۱۹۴۱  | ۱۶ ژانویه ۱۹۴۲ |
| دوم         |       | هرمان هوت (موقت)  | ارتشبد     | ۱۶ ژانویه ۱۹۴۲ | ۱۹ ژانویه ۱۹۴۲ |
| دوم         |       | فدر فون بک        | فیلدمارشال | ۲۰ ژانویه ۱۹۴۲ | ۷ ژوئیه ۱۹۴۲   |
| سوم         |       | اریش فون مانشتاین | فیلدمارشال | ۱۲ فوریه ۱۹۴۳  | ۳۱ مارس ۱۹۴۴   |
| چهارم       |       | یوهانس فریسنر     | ارتشبد     | سپتامبر ۱۹۴۴   | دسامبر ۱۹۴۴    |
| چهارم       |       | اتو وولر          | ارتشبد     | دسامبر ۱۹۴۴    | آوریل ۱۹۴۵     |
| چهارم       |       | لوتار رندولیک     | ارتشبد     | دسامبر ۱۹۴۴    | آوریل ۱۹۴۵     |